# Ogni volta che mi pare/Ma se non è amore cos'è
Ogni volta che mi pare/Ma se non è amore cos'è è un singolo di Alberto Feri pubblicato nel 1973 dalla casa discografica RCA Italiana.

## Descrizione
Il cantante con il brano Ogni volta che mi pare ha partecipato al Festival di Sanremo 1973 senza arrivare in finale. Il singolo è l'unico inciso da Alberto Feri solo, successivamente inciderà brani con il gruppo Santarosa.

## Tracce
Lato A
- Tutte le volte che mi pare

Lato B
- Ma se non è amore cos'è